# Шанхайская муниципальная полиция
Шанхайская муниципальная полиция (англ. Shanghai Municipal Police, кит. упр. 上海公共租界巡捕房) — полицейские силы Шанхайского муниципального совета, действовавшие на территории Шанхайского международного сеттльмента с 1854 по 1943 годы. В связи с тем, что Шанхайская французская концессия не являлась частью Международного сеттльмента, там действовала своя Французская муниципальная полиция.

## История
Набранный в Гонконге первый отряд из 31 человека под командованием Сэмюэла Клифтона приступил к патрулированию улиц Шанхая в сентябре 1854 года. Позднее туда набирали людей из лондонской Полиции Метрополии, Королевских Ирландских Констеблей, из размещённых в Шанхае воинских частей. С 1864 года туда, помимо европейцев, стали брать и китайцев. В 1884 году появился Сикхский отдел, в 1916 году — Японский отдел. Когда в 1942 году под давлением японцев был распущен Шанхайский волонтёрский корпус, то бывший в его составе Русский отряд стал Русской группой Шанхайской муниципальной полиции.
В 1936 году (последний мирный межвоенный год на Дальнем Востоке) списочный состав Шанхайской муниципальной полиции составляли 4739 человек, из них 3466 человек служили в Китайском отделе, 457 — в Иностранном отделе (в основном представители Великобритании и её владений), 558 — в Сикхском отделе, 258 — в Японском отделе.
В первой половине 1925 года в Шанхае происходили волнения рабочих. 15 мая 1925 года японским служащим был застрелен один из активистов-китайцев. 30 мая Шанхайская муниципальная полиция арестовала 15 студентов, протестовавших на территории Международного сеттльмента по поводу действий японцев, а когда возмущённая толпа собралась перед полицейским участком — начальник участка открыл по толпе огонь из своего револьвера, вслед за ним начали стрельбу и рядовые полицейские (китайцы и сикхи). Этот расстрел демонстрантов всколыхнул весь Китай и породил общественное движение, вошедшее в историю как «Движение 30 мая».
Когда в 1937 году началась японо-китайская война, то вскоре Шанхай был оккупирован японцами, однако Международный сеттльмент оставался формально нейтральной территорией, и полиция продолжала функционировать как обычно. Японские войска вступили на его территорию лишь в декабре 1941 года, после вступления Японии в войну против западных держав. Некоторые британские офицеры были арестованы японцами и помещены в концлагерь, однако подавляющее большинство персонала осталось на своих местах и продолжало выполнять свои повседневные обязанности. В 1943 году Япония организовала «возвращение иностранных концессий» марионеточному китайскому правительству, и Шанхайская муниципальная полиция влилась в состав полиции города Шанхай. Русские, китайцы, японцы и индийцы остались на своих постах и при новой власти (многие индийцы уволились в 1944—1945 годах).
По окончании войны служащие Шанхайской муниципальной полиции рассчитывали возврата к старым порядкам, однако ещё в феврале 1943 года Великобритания и США заключили соглашения с китайским правительством о возвращении Сеттльмента под китайскую юрисдикцию. Гоминьдановское управление полиции Шанхая предложило работу лишь некоторым состоявшим в Шанхайской муниципальной полиции русским белогвардейцам.
В 1949 году архивы Шанхайской муниципальной полиции были переданы ЦРУ, а в 1980-х годах стали доступны для исследователей.

## Деятельность
Шанхайская муниципальная полиция долгое время выполняла обычную полицейскую работу. Ситуация начала меняться после Синьхайской революции в Китае и последовавшей за ней гражданской войны. Когда в 1913 году Юань Шикай, установивший авторитарную президентскую власть, подавил «вторую революцию», то в Шанхайском международном сеттльменте резко возросло количество преступлений, совершаемых с применением оружия. Когда гоминьдановские силы объединяли Китай военным путём, то в Шанхай хлынули новые волны вооружённых бандитов. Именно в это время такие сотрудники Шанхайской муниципальной полиции, как Уильям Фейрберн и Эрик Сайкс разработали методы использования пистолета и ножа в бою, тактику применения специальных полицейских подразделений, методы полицейской работы в условиях массовых беспорядков. Впоследствии эти наработки вошли в деятельность практически всех полицейских структур мира.

### Специальный отдел
В 1898 году при Шанхайской муниципальной полиции был создан т. н. «Разведывательный отдел», в 1925 году переименованный в Специальный отдел. Этот отдел, фактически, был политической полицией, после 1928 году он работал в тесной координации с соответствующими спецслужбами Гоминьдана. Крупнейшим успехом отдела стал арест 15 июня 1931 года агентов Коминтерна Якоба Рудника (жившего под псевдонимом «Hilaire Noulens») и Татьяны Мосиенко. В 1930—1933 годах сотрудники отдела правильно идентифицировали Рихарда Зорге как коммунистического резидента. В 1932 году благодаря сотрудничеству Шанхайской муниципальной полиции и гоминьдановских спецслужб был уничтожен шанхайский подпольный центр Коммунистической партии Китая.

## Ранги в Шанхайской муниципальной полиции
Система рангов в Шанхайской муниципальной полиции соответствовала системе, принятой в британских колониях и восходящей к системе в Полиции Метрополии:
- Констебль (низший ранг)
- Сержант
- Суб-инспектор
- Инспектор
- Шеф-инспектор
- Суперинтендант
- Ассистент комиссара
- Заместитель комиссара
- Комиссар полиции (высший ранг)